# بول كابا تييبا
بول كابا تييبا أو ثيبا (بالإنجليزية: Paul Kaba Thieba) ولد في 28 يوليو 1959 هو خبير اقتصادي بوركينا فاسو الذي شغل منصب رئيس وزراء بوركينا فاسو 6 يناير 2016 إلى 19 يناير، 2019. تم تعيين ثيبا من قبل الرئيس روش مارك كريستيان كابوري في 6 يناير 2016، بعد فترة وجيزة من تولي كابوري المنصب. عمل سابقاً في البنك المركزي لدول غرب أفريقيا والاتحاد النقدي لغرب إفريقيا.